# Espediente narrativo
In letteratura, nella drammaturgia, nel cinema e, in generale, nelle diverse forme di finzione letteraria, un espediente narrativo (o espediente letterario) è un elemento di una narrazione (per esempio un oggetto, un personaggio, o un evento) introdotto dall'autore, in modo deliberato, con lo scopo unico o principale di consentire un determinato sviluppo della trama.

## Usi ed esempi
Le funzioni specifiche di un espediente narrativo possono essere molteplici, così come può variare la sua rilevanza nello svolgimento generale del racconto. A un estremo, un espediente può costituire il motore principale della narrazione o la causa originaria di tutti gli eventi e le azioni dei personaggi. Un esempio classico di espediente di questo tipo è il topos letterario della ricerca di un oggetto, di una persona o di un luogo, che impegna i protagonisti in un viaggio (figurato o reale) che è, invece, il vero oggetto d'interesse della narrazione. Questo schema si ritrova già in racconti del lontano passato, come La città di ottone delle Mille e una notte, ma è ancora frequente nella narrativa moderna e nel cinema (per esempio, i film della serie di Indiana Jones sono sistematicamente basati sulla ricerca di un manufatto archeologico attorno a cui si sviluppa il resto della trama). Alfred Hitchcock ha introdotto nell'uso cinematografico la denominazione "un McGuffin" per riferirsi a uno scopo o obiettivo che guida l'intera azione di una storia ma che, di per sé, è assolutamente irrilevante per la storia stessa.
All'estremo opposto, un espediente narrativo può essere introdotto a un certo punto del racconto al solo scopo di portare alla risoluzione di una specifica situazione complessa o di stallo, e perdere subito dopo ogni rilevanza per la storia. L'espressione latina deus ex machina viene spesso usata per indicare i casi in cui la funzione dell'espediente narrativo è particolarmente evidente e la sua introduzione nella trama è palesemente arbitraria, com'era frequente nel teatro greco (per esempio nelle opere di Euripide), in cui la storia spesso si concludeva con l'avvento sulla scena di una divinità che risolveva inaspettatamente e bruscamente tutti gli intrecci in virtù dei suoi poteri soprannaturali. Oppure, al contrario, si usa l'espediente narrativo per giustificare il mancato intervento di un personaggio che altrimenti potrebbe risolvere tutta la situazione, rovinando, però, in questo modo, la tensione e il dramma accumultatisi nella narrazione.
Possono essere considerati espedienti narrativi anche elementi dell'ambientazione di una storia che hanno la caratteristica di giustificare o rendere credibili sviluppi che non sarebbero altrimenti possibili. Nella narrativa fantascientifica, per esempio, tecnologie come macchine del tempo, motori che consentono il volo spaziale a velocità superiori a quella della luce, o traduttori universali di lingue aliene - come il pesce di Babele -, sono elementi ricorrenti di molte ambientazioni perché costituiscono la premessa necessaria di gran parte dell'intreccio.

## Espedienti narrativi ed estetica
Se un espediente narrativo viene introdotto in modo eccessivamente arbitrario nel racconto, esso può essere riconosciuto come tale con conseguenze negative sulla soddisfazione del lettore, per esempio compromettendo la sua propensione a sospendere l'incredulità, o consentendogli di anticipare gli eventi futuri in funzione dei quali l'espediente è stato ideato. Nell'estetica tradizionale della narrativa viene quindi considerata una qualità importante di un racconto quello di non contenere espedienti narrativi troppo evidenti.
Questa regola, teorizzata già da Aristotele nella sua Poetica, viene talvolta deliberatamente infranta a scopo parodistico o metanarrativo; questo è tanto più comune quanto più l'espediente riferito è di un genere percepito come cliché abusato e di conseguenza ovviamente riconoscibile. Un tipico esempio è quello della "trappola mortale", in cui un cattivo, concettualmente per infierire in modo sadico sull'eroe suo prigioniero, lo intrappola in qualche genere di complesso meccanismo ideato per uccidere dopo un'attesa prolungata, e così facendo rende possibile il "colpo di scena" del salvataggio in extremis. Fra le numerose opere che contengono parodie o riletture metanarrative della trappola mortale si possono citare per esempio i film della serie di Austin Powers e Kill Bill 2 di Quentin Tarantino.